# Pekka Heikkinen
Petter Wilhelm "Pekka Ville" Heikkinen, född 24 april 1883 i Nilsiä, död 4 februari 1959 i Helsingfors, var en finländsk politiker.
Heikkinen var jordbrukare och ledamot av riksdagen för agrarpartiet. 1927–1928 och 1929–
1930 var han handels- och industriminister, från mars 1931 biträdande lantbruksminister samt ledamot av tjänsteöverdomstolen från 1929.